# 神义论

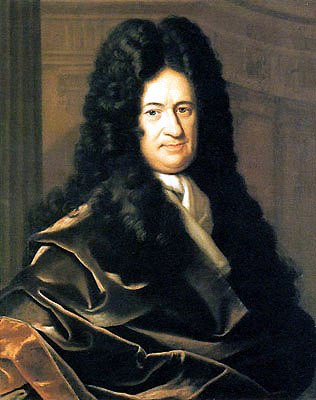
戈特弗里德·莱布尼茨撰写了《神义论》（Theodicy），希望借此来解释世界的不完美。

神义论（英語：theodicy），是神学和哲学之分支学科，主要探究上帝内在或至善（或稱全善）、全知和全能的性质与罪恶普遍存在的矛盾关系，这个术语来源于希腊语theos（表示“上帝”）和dike（表示“义”）。由于对其各自对圣典的强调，神义论通常与亚伯拉罕诸教，包括基督教、犹太教和伊斯兰教相关联。神义论的根本论点在于人的罪恶问题：其持续存在与上帝消灭罪恶的意愿相悖。最普遍支持上帝三全（全爱、全知、全能）的神义论观点认为，罪恶事实上并不像我们定义的那样存在，而且即使我等所认为“最罪恶”之事，上帝亦能够预见和确保之。部分文献使用这一术语来表示对于上帝行为的解释。
然而，有別於反面辩护，神义论尝试在罪恶存在的前提下，正面提供理论框架，说明上帝存在於逻辑上的可能性。虽然早期对这个问题已有諸多回應，但是“神义论”作为神学术语，直到1710年才由德国哲學家莱布尼茨在其著作《神义论》（Théodicée）中首次提出。英国哲学家约翰·希克在其著作《罪恶与至善的上帝》（Evil and the God of Love）中回顾道德神学的历史时，提出了三种主要的道德神学传统：普罗提诺神義論、奥古斯丁神義論和爱任纽神義論。其他哲学家认为，神义论主要关注现代神学的原则，因为古代众神往往不盡完美。
德国哲学家马克斯·韦伯将神义论视为社会学问题，并认为其基于人类解释这个令人困惑的世界的需要。美国社会学家彼得·柏格认为宗教起源于人类对于社会秩序的需要，而神义论就是为了维持这种社会秩序而产生的。在二战中的犹太大屠杀的影响下，一些犹太神学家针对罪恶提出了新观点。这种观点有时被称为反神义论，主张上帝不可能被证明是完全公义的。针对該理论，人们为神义论提出了辩护，仅专注于上帝存在於逻辑上的可能性。美国哲学家阿尔文·普兰丁格提出了自由意志辩护，其主张上帝与罪恶的共存在逻辑上是可能的，并且提出了自由意志来解释为何罪恶存在不会威胁上帝存在。与神义论类似，宇宙义论尝试说明宇宙在本原上的正义性，而人義論尝试说明人性本身的正义性。

## 历史
神义论这一术语由德国哲学家戈特弗里德·莱布尼茨于1710年在他的《神义论：关于上帝美善、人类自由和罪恶起源的论文》（英語：Theodicy: Essays on the Goodness of God, the Freedom of Man and the Origin of Evil）一书中首次被提出。这部作品的写作目的是为了显示世界上的罪恶并未与上帝的美善冲突，并且，尽管“存在”一些罪恶的事情，这个世界仍然是“所有可能世界中最好的一个”（Best of all possible worlds）。莱布尼茨写作《神义论》是作为对皮埃尔·贝尔不久之前所作《历史批判辞典》（Dictionnaire Historique et Critique）一书的批判。贝尔是当时的一位新教怀疑主义哲学家，他没有能看到对于罪恶问题的合理解释，並對當時三種解釋嘗試都提出反對。他的观点是，既然《圣经》强调上帝的完美和罪恶的存在，我们必须对它们二者共存采取一种接受的态度。
《天主教百科全书》（1914年）提供了另一個定義：

就像莱布尼茨那樣，其他哲學家也把他們在罪恶问题上的論述稱為「神義論」。由于在對問題的徹底探討里，對於上帝存在和属性的證明不能被忽视，我们对于上帝的全部知识逐渐被带入到神义论的范畴中。这样，神义论成为了自然神学的同义词，即形而上学的部门，展示上帝存在和属性的正面證明，并解决與之矛盾的困难。神义论因此可以被定义为一门只通过推理过程来探讨上帝的科学。它是一門科学，因为它系统地梳理、展示了我们关于上帝的认识，並且演示了—在這個詞語的嚴格意義上—其每一個命題。但是它只以自然為其證明的唯一依據，而神学通过超自然啟示出发，来阐述我们對上帝的知识。

## 犹太人大屠杀之后的非天主教神义论
在犹太教神学圈里，大屠杀后的神学（post-Holocaust theology）大部分都集中精力于对上帝美善与犹太人大屠杀、虐待儿童等事件的联系的重新思考。大卫·R·布卢门撒尔（David R. Blumenthal）在他的著作Facing the Abusing God中，引用了儿童虐待方面的数据，提出“通过抗议来崇拜上帝”（可以介定為厭神論），并以此作为大屠杀和儿童虐待幸存者的合理回应。
其他的代表人物还有约翰·K·罗斯（John K. Roth），在他1982年的作品《遭遇罪恶：神义论的生存选项》（Encountering Evil: Live Options in Theodicy）中，包括了名为《抗议的神义论》（A Theodicy of Protest）的论文。
根据扎迦利·布莱特曼（Zachary Braiterman）的引述，两位后大屠杀时期的犹太思想家，埃米尔·菲克汉姆（Emil Fackenheim）和理查德·卢宾斯坦（Richard Rubinstein）开创了“反神义论”（anti-theodicy）这一术语，此论解释说“尽管它处于渎神的边界上，反神义论并未成为无神论；它甚至可能表达了人类对于上帝所有著的頑固的爱。毕竟，一個真正反神义论聲明的論者必须相信上帝和罪恶存在一種確实的關係，從而對抗它；并且他们必须爱上帝，才會對这种关系感到被冒犯。”